# スティーブ・ミルズ
スティーブ・ミルズ（Steve Mills、1957年 - 2023年6月6日（訃報発表日））はアメリカ合衆国ニュージャージー州モリスタウン出身のジャグラー。家族でジャグリングや一輪車によるパフォーマンスを行う。
左右の手を交互に交差させるトスジャグリングの技ミルズメス（Mills Mess）の考案者として知られる。
ミルズが考案した技に自分の名前と同じ頭文字で始まる言葉を付け韻を踏ませたことから、以後、画期的なジャグリングの技の名称には、考案者の名前にその頭文字で始まる言葉をつけるという形式が定着した。

## 賞歴
1975年、1976年、1978年の国際ジャグリング協会主催のジャグリングのイベントのチャンピオンシップで優勝。

## 関連記事
- ジャグリング
- 大道芸